# Reynier van Tzum

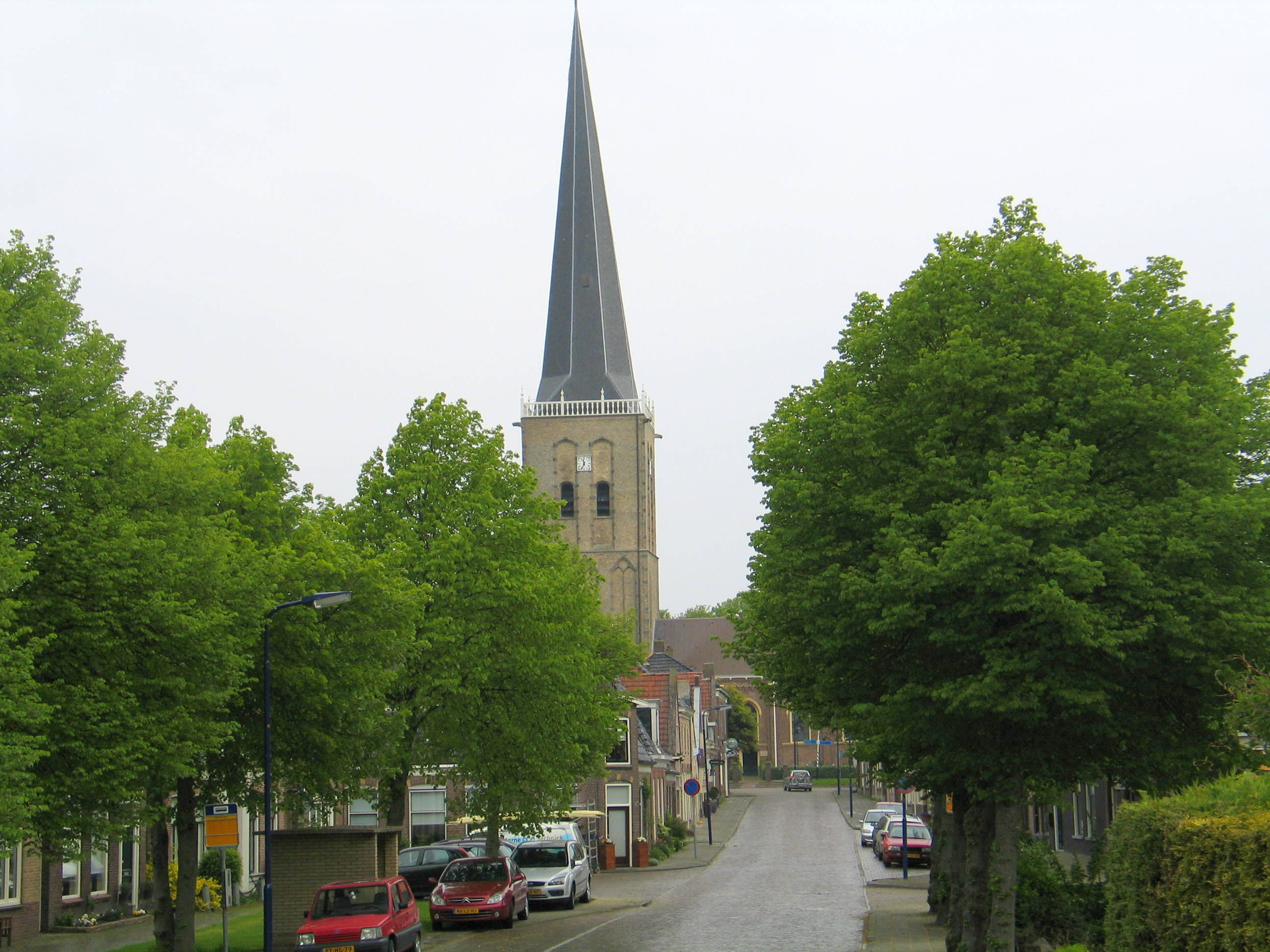
Tzum met de hoge kerktoren, mei 2009

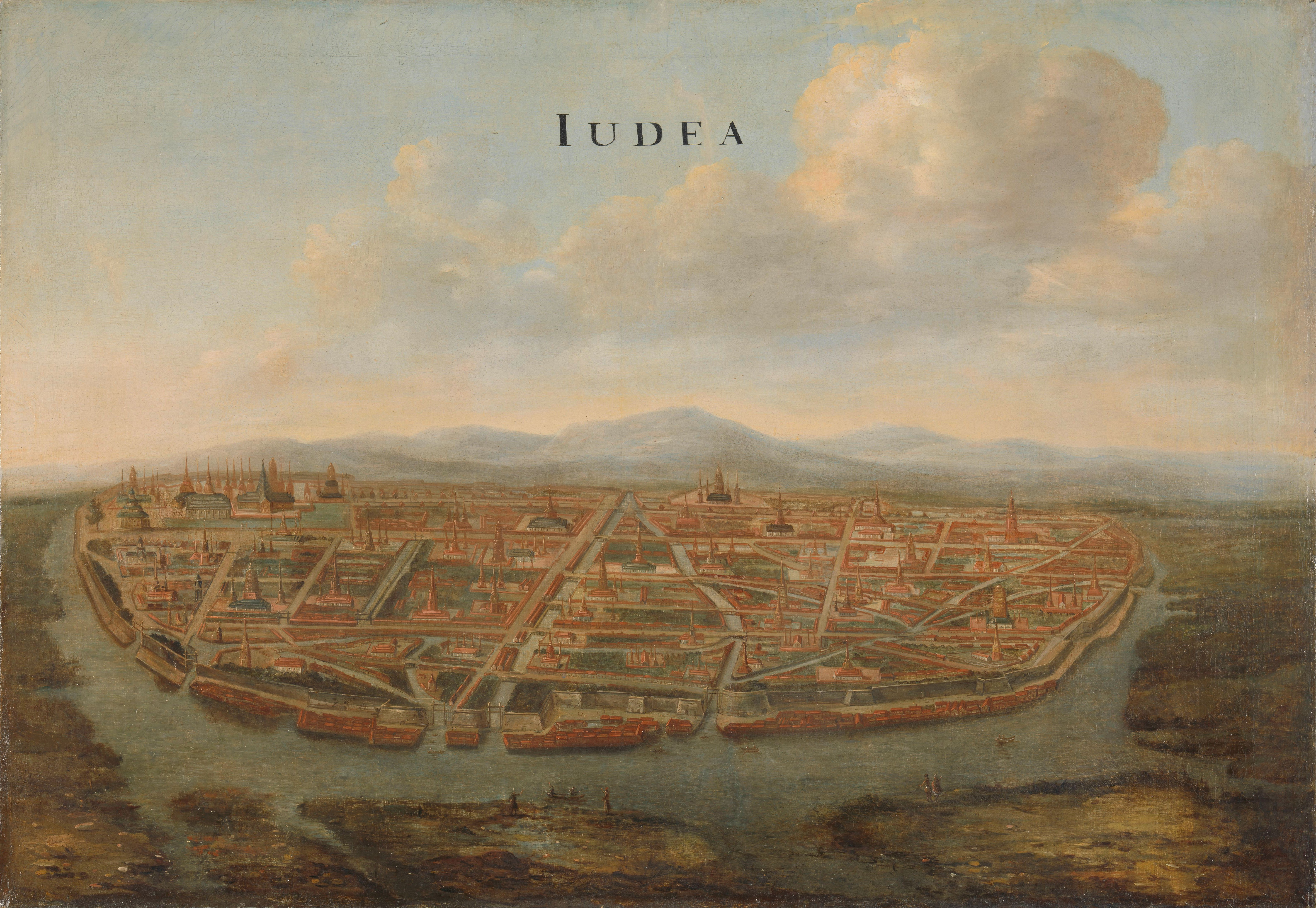
Panorama van Ayutthaya in het Bushuis, Amsterdam

Reinier van Tzum of Tzom; ook bekend als Reijnjer van't Zum, (Tzum, ca. 1600 -- IJlst, 21 september 1670) werkte in dienst van de VOC. Hij diende als onderkoopman in Siam en als Opperhoofd van de factorij in Dejima. Op de terugreis strandde zijn schip bij Kaap de Goede Hoop. Van Tzum werd in 1656 benoemd als burgemeester van IJlst, na ingreep van de Friese stadhouder Willem Frederik van Nassau-Dietz.

## Biografie
Van Tzum werd geboren in het Friese Tzum als zoon van Marten Jansz, een kapitein bij de Admiraliteit van Friesland. In 1629 begon hij als koopman in Ayutthaya aan de Menam in Siam. Op 10 december 1636 maakte hij een boottochtje met zijn collega's, waarbij ze zich dusdanig misdroegen tegenover de bevolking, dat ze door koning Prasat Thong veroordeeld werden om door olifanten vertrapt te worden. De directeur van de factorij van de VOC, Jeremias van Vliet wist de mannen uiteindelijk vrij te krijgen. In 1637 werd de factorij overvallen. In 1641 werd hij als tussentijds hoofd aangesteld, vermoedelijk vanwege het vertrek van Jeremias van Vliet. Pas in 1643 werd hij benoemd als hoofd van de factorij. Hij werkte samen met Johan van Twist in Nederlands Malakka, en met François Caron in Formosa, maar ook met de hoofden van de factorijen in Perzië en op de Coromandel. In 1644 was hij in Batavia met een brief van de koning van Siam; twee maanden later keerde hij terug op zijn post.
Op 29 september 1645 kwam hij aan in Nagasaki om op 30 november de post van zijn voorganger over te nemen. Vervolgens begon hij met de voorbereidingen voor zijn tocht naar Edo om de shogun eer te bewijzen, een jaar nadat Hendrick Cornelisz Schaep, kapitein op de Breskens en negen leden van zijn bemanning het eiland hadden verlaten. Ongetwijfeld zou in het bezoek aan het hof de Nambu-affaire ter sprake komen en moest hij als een krab terugkruipen. Op 7 februari kwam hij daar aan met een lading geschenken, waaronder brillen, lenzen, brandglazen en medicijnen, een marmeren koelbak en "donkere kamer glazen", waarmee de shogun goed gestemd kon worden. Ondertussen kwamen er Chinese jonken aan in Nagasaki, die hulp kwamen vragen, nadat Nanking was bezet door de Mantsjoes. De Chinese scheepslui werden gedwongen varkensstaarten te dragen.
Het verblijf op Dejima leek inmiddels meer op een soort gevangenschap. Toen zijn opvolger was gearriveerd kon hij op 27 november het eiland verlaten. Ook Van Tzum beschouwde het als zijn 'verlossing'.

### De terugreis
Op 16 januari 1647 verliet hij Batavia in het schip de Haerlem. Op 25 maart rondde het schip Kaap de Goede Hoop maar bij een plotselinge felle wind liep het aan de grond. Met kanonschoten en door het zwaaien met lantaarns werd geprobeerd de aandacht van de twee zusterschepen te trekken. De Haerlem bleek niet meer te redden en bemanning en lading werden in veiligheid gebracht. Het kostte de timmerman zijn leven toen een hoge golf langs kwam en het bootje volliep. Op 30 maart kwamen twee Engelse schepen langs die veertig man meenamen naar Sint Helena.
Van Tzum maakte een ontwerp voor een bouwsel waarin de lading en de kanonnen van het schip konden worden ondergebracht. Op 1 april werd met de bouw begonnen. Van Tzum scheepte zich twee weken later in op de Olifant en zestig man werden aan de Kaap achtergelaten. Een verslag aan de Heren XVII overtuigde de bewindhebbers van de mogelijkheden aan de Kaap, maar pas in 1652 zou er door Jan van Riebeeck een verversingsstation worden ingericht.

### Friesland

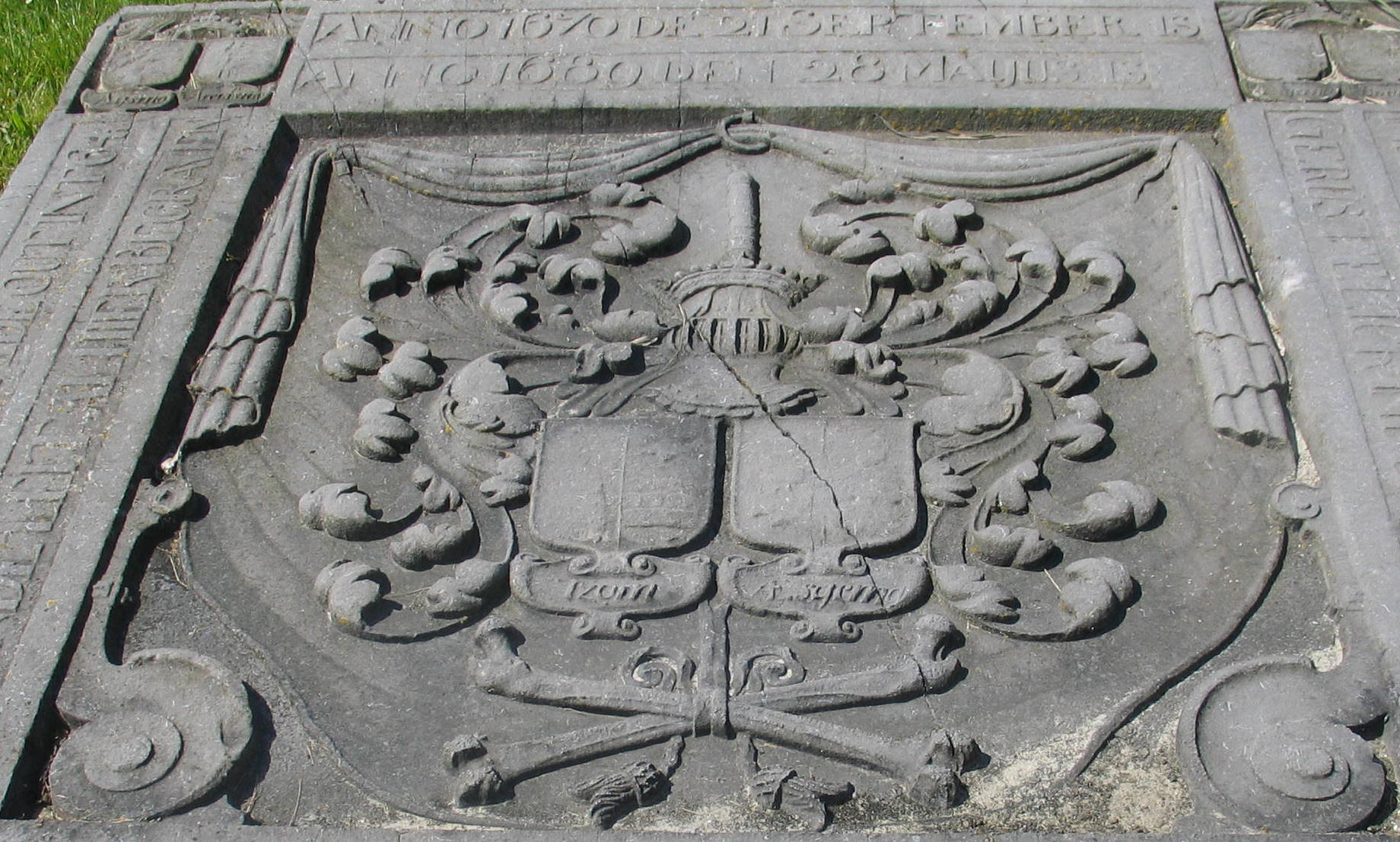
Grafsteen van Reynier van Tzom en zijn vrouw

In 1648 was hij terug in Nederland en trouwde hij in Cornjum met Margaretha van Æsgema. In 1651 werd hij eigenaar van de hofstede Salwerd onder Franeker. In 1654 werd hij lid van de vroedschap van IJlst en twee jaar later werd hij tot burgemeester benoemd, niet zonder ophef.  In 1657 werd hij ouderling. Het jaar daarop werd hij volmacht in de Staten van Friesland en kreeg hij een functie bij de Rekenkamer.
Van Tzum was heftig van aard. Meermaals moest hij verschijnen voor de kerkenraad als er in de plaatselijke herberg De Drie Rozennobels was gevochten en Van Tzum was opgetreden. Zijn vrouw kreeg de wind van voren toen zij bij een ruzie met de buurvrouw voor fodde (vod) werd uitgemaakt.